# Au-delà des lois
Pour plus de détails, voir Fiche technique et Distribution.
Au-delà des lois ou Œil pour Œil au Québec (Eye for an eye) est un film américain réalisé par John Schlesinger, sorti en 1996.
Il s'agit de l'adaptation du roman Eye for an Eye d'Erika Holzer (en).

## Synopsis
À Santa Monica en Californie, Karen et Mack McCann sont parents de deux filles, Julie, la plus âgée — qui va fêter son 17e anniversaire —, et Megan, 6 ans, dont l'anniversaire approche aussi.
Alors qu'elle téléphone depuis sa voiture à Julie pour fixer les derniers détails concernant l'anniversaire de Megan, Karen assiste impuissante au viol puis au meurtre de sa fille aînée.
Le coupable du viol, Robert Doob, est arrêté par la police, mais les poursuites sont abandonnées pour vice de procédure et un non-lieu est prononcé en sa faveur au tribunal.
Afin de venger la mort de sa fille aînée et protéger Megan, Karen décide de suivre Robert Doob.

## Fiche technique
Sauf indication contraire, les informations mentionnées dans cette section peuvent être confirmées par la base de données cinématographiques IMDb,  présente dans la section « Liens externes ».
- Titre original : Eye for an eye
- Titre français : Au-delà des lois
- Titre québécois : Œil pour Œil
- Réalisation : John Schlesinger
- Scénario : Rick Jaffa  et Amanda Silver
- Musique : James Newton Howard
- Direction artistique : David J. Bomba
- Décors : Stephen Hendrickson
- Costumes : Bobbie Read
- Photographie : Amir M. Mokri
- Montage : Peter Honess
- Production : Michael I. Levy
- Production associée : Kathryn Knowlton
- Coproduction : Michael Polaire
- Société de production : Paramount Pictures
- Sociétés de distribution : Paramount Pictures (États-Unis) ; United International Pictures (UIP) (France)
- Format : couleur DeLuxe - son Dolby Digital
- Genre : thriller dramatique ; policier
- Durée : 97 minutes
- Dates de sortie :
  - États-Unis : 12 janvier 1996
  - France : 8 mai 1996
- Film interdit aux moins de 12 ans lors de sa sortie en France

## Distribution
- Sally Field (VF : Monique Thierry ; VQ : Claudine Chatel) : Karen McCann
- Ed Harris (VF : Georges Caudron : VQ : Éric Gaudry) : Mack McCann
- Kiefer Sutherland (VF : Vincent Violette ; VQ : Pierre Auger) : Robert Doob
- Joe Mantegna (VQ : Luis de Cespedes) : Détective Denillo
- Beverly D'Angelo (VQ : Madeleine Arsenault) : Dolly Green
- Philip Baker Hall (VF : Michel Fortin ; VQ : Gérard Poirier) : Sidney Hughes
- Keith David (VQ : François L'Écuyer) : Martin
- Olivia Burnette (VQ : Aline Pinsonneault) : Julie McCann
- Alexandra Kyle (VF : Adeline Chetail ; VQ : Kim Jalabert) : Megan McCann
- Darrell Larson : Peter Green
- Charlayne Woodard (VF : Annie Milon ; VQ : Hélène Mondoux) : Angel Kosinsky
- Donal Logue (VF : Christian Bénard) : Tony
- Justine Johnson (VF : Liliane Gaudet) : Tante Flo
- Wayne Pere (VF : Pascal Grull) : Gene Forrest
- Francesca Roberts (VF : Laurence Crouzet) : Francesca
- William Mesnik (VF : Gilbert Lévy) : Albert Gratz
- Nicholas Cascone (VF : Daniel Lafourcade) : Howard Bolinger
- Natalia Nogulich (VF : Anne Rochant) : Susan Juke
- Armin Shimerman (VF : Roger Crouzet) : le juge Arthur Younger
- Sierra Pecheur (VF : Nicole Favart) : la maîtresse
- Maurice Sherbanee (VF : Jean Roche) : le présentateur de télévision
- Jane Morris (VF : Anne Ludovik) : l'employée des archives
- Patricia Belcher : la femme en colère

## Production
Le tournage a lieu, entre le 10 avril et le 25 juin 1995, à Los Angeles et Pasadena, en Californie.